# Comitadjis

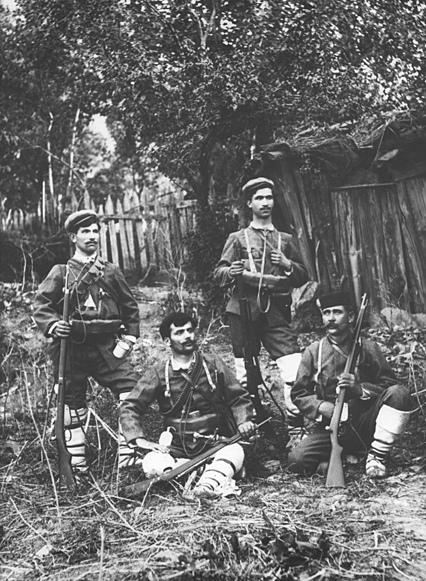
Comitadjis macédoniens.

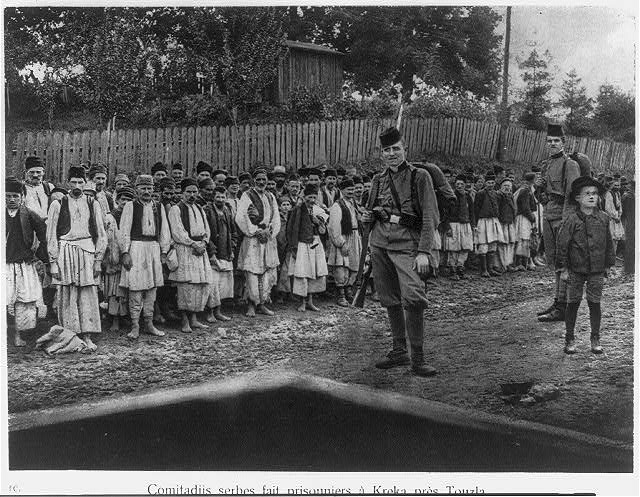
Comitadjis serbes faits prisonniers à Kreka près de Tuzla par les troupes du Condominium de Bosnie-Herzégovine.

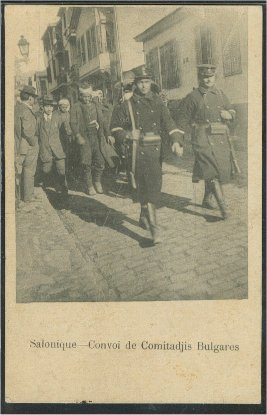
Comitadjis bulgares faits prisonniers par la police ottomane.

Les Comitadjis (sing. : Comitadji, du turc Komitaci parfois transcrit Komitadji, en bulgare, en macédonien : Комити et en serbe Komiti) sont des insurgés balkaniques. Leur nom signifie « partisan d'un comité » : ce peut être le Comité central révolutionnaire bulgare, l'Organisation révolutionnaire intérieure macédonienne, la « Main noire » serbe ou encore la « Jeune Bosnie ». Ce sont des orthodoxes soulevés contre les Empires ottoman (musulman) ou austro-hongrois (catholique), à la suite des renaissances culturelles bulgare, macédonienne et serbe au cours des XIXe et XXe siècles. Par la suite, certains comitadjis contestèrent la fragmentation des Balkans au Congrès de Berlin (1878), puis la répartition des territoires pris à l'Empire ottoman à l'issue des guerres balkaniques (1912-1913).
Pour protester contre l'attribution de la Macédoine du Nord à la Yougoslavie, le comitadji bulgare Vlado Tchernozemski assassine le roi de Yougoslavie Alexandre Ier à Marseille le 9 octobre 1934.